# Мухамед Забија
Мухамед Нуредин Абдусалам Забија (енгл. Mohammad Noureddine Abdusalam Zaabia, арап. محمد نور الدين عبد السلام زعبية; Триполи, 20. март 1989) је либијски фудбалер, који игра на позицији нападача.

## Клупска каријера

### Почеци
На почетку каријере је играо за Ал Итихад из Триполија, са којим је четири пута узастопно био шампион Либије.
Због напада на судију 2007. године, на утакмици Афричке лиге шампиона са Рабатом из Марока, Фудбалски савез Либије га је суспендовао на годину дана неиграња.
Забија је због ратних сукоба 2011. године, кад се отворено сврстао на страну Муамера Ел Гадафија, био принуђен да се исели из Либије, па је једну сезону играо и за Ал Араби из Кувајта.

### Партизан
У мају 2012. је потписао четворогодишњи уговор са Партизаном. Дебитовао је за Партизан 17. јула 2012. на гостовању Валети у 2. колу квалификација за Лигу шампиона, ушавши на терен у 75. минуту уместо Немање Томића. Једини такмичарски гол у дресу Партизана је постигао у 1. колу Суперлиге Србије, када је на домаћем терену савладана екипа БСК Борче резултатом 7 : 0. Био је још и стрелац 12. септембра 2012. на пријатељској утакмици са Мачвом у Шапцу.
Током боравка у београдском клубу, Забија је имао проблема са дисциплином па је ретко добијао прилику да игра. Пропуштао је тренинге, због рамазанског поста није био у форми да би све кулминирало пред почетак зимских припрема у јануару 2013. када је одбио да прође кроз тестове физичке спреме. Након тога је удаљен из такмичарске екипе, да би у фебруару 2013. и званично раскинуо уговор са клубом.
Одиграо је за Партизан укупно девет такмичарских утакмица, уз један постигнут гол. Забележио је четири првенствена наступа, још четири пута је излазио на терен у европским утакмицама а одиграо је и један меч у Купу Србије.

### Каснија каријера
Након Партизана, Забија игра за екипу Рифе из Бахреина. У новембру 2013. се прикључио Кабилији из Алжира, а затим је у овој земљи играо и за Оран у чијем дресу је био најбољи стрелац тамошњег шампионата.
У сезони 2016/17. је играо за Есперансу из Туниса, освојивши притом титулу првака ове државе. Од сезоне 2017/18. је поново заиграо за Ал Итихад из Триполија.

## Репрезентација
За сениорску репрезентацију Либије је дебитовао 2008. године. Био је део националног тима током квалификација за Светско првенство 2010. у Јужној Африци.

### Голови за репрезентацију
Голови Либије су наведени на првом месту. Колона Гол означава резултат на утакмици након Забијиног гола.
| #  | Датум              | Место              | Противник           | Гол   | Резултат | Такмичење                                 |
| -- | ------------------ | ------------------ | ------------------- | ----- | -------- | ----------------------------------------- |
| 1. | 30. децембар 2008. | Ал Рајан, Катар    | Катар               | 1 : 1 | 2 : 5    | Пријатељска утакмица                      |
| 2. | 28. март 2016.     | Нови Каиро, Египат | Сао Томе и Принсипе | 1 : 0 | 4 : 0    | Квалификације за Афрички куп нација 2017. |
| 3. | 28. март 2016.     | Нови Каиро, Египат | Сао Томе и Принсипе | 2–0   | 4 : 0    | Квалификације за Афрички куп нација 2017. |
| 4. | 28. март 2016.     | Нови Каиро, Египат | Сао Томе и Принсипе | 4–0   | 4 : 0    | Квалификације за Афрички куп нација 2017. |
| 5. | 9. јун 2017.       | Нови Каиро, Египат | Сејшели             | 4 : 0 | 5 : 1    | Квалификације за Афрички куп нација 2019. |
| 6. | 16. октобар 2018.  | Сфакс, Тунис       | Нигерија            | 1 : 3 | 2 : 3    | Квалификације за Афрички куп нација 2019. |

## Успеси
Ал-Итихад Триполи
- Премијер лига Либије : 2007, 2008, 2009, 2010.
- Куп Либије : 2007, 2009.
- Суперкуп Либије : 2007, 2008, 2009, 2010.

Ал-Араби Кувајт
- Кувајтски куп круне: 2011/12.

Есперанса Тунис
- Првенство Туниса: 2016/17.